# Mees Kees (boekenserie)
Mees Kees is een serie jeugdboeken van de Nederlandse schrijfster Mirjam Oldenhave. Rick de Haas verzorgt de illustraties. De boeken gaan over Kees, een leraar in opleiding die moet invallen op een basisschool. Hij is onervaren en laat zich telkens de les lezen door de kinderen.
De volgende boeken maken deel uit van deze reeks: 
- Mees Kees - Een pittig klasje (2006)
- Mees Kees - Op de kast (2007)
- Mees Kees - De rekenrap (2008)
- Mees Kees - Op kamp (2009)
- Mees Kees - De sponsorloop (2010)
- Mees Kees - In de gloria (2010), kinderboekenweekgeschenk
- Mees Kees - Gaat verhuizen (2011)
- Mees Kees - Bloedjelink (2013)
- Mees Kees - Op de planken (2014)
- Mees Kees - Buiten de lijntjes (2016), stripboek
- Mees Kees - Hoppa! (2019)
- Mees Kees - De Husselrace (2020)

Overige uitgaven:
- Mees Kees - Filmeditie (2012) bevat een pittig klasje en op de kast
- Het grote Mees Kees doeboek (2013)
- Het Mees Kees meester-/juffenboek (2016)

## Hoofdpersonen
- Mees Kees: stagiair en invalleerkracht bij groep 6b
- Tobias (ik-persoon): zijn vader is overleden en zijn moeder zit in een dip - Mees Kees probeert hem te helpen.
- Dreus: Directrice van de school
- Rashida: een verlegen meisje
- Sep: de beste vriend van Tobias (grappenmaker)
- Hasna: het mooiste meisje
- Jackie: de grootste opschepper
- Marie Louise: verliefd op Mees Kees
- Aukje: helpt Mees Kees bij dingen die moeilijk zijn
- Fred: wordt door de meeste mensen "De Baviaan" genoemd en is de sterkste
- Winston: een rapper
- Ben: een keeper
- Manon: een beetje raar maar ook een beetje grappig
- Karim: lijkt volgens zichzelf op James Bond
- Tom: de slimste van de klas
- Lisa: wordt Lisa Langkous genoemd
- Bart: een aardige jongen
- Anna: haar naam kun je omdraaien en dan is het nog steeds Anna
- Wahed: de op een na slimste van de klas
- Koen: ook een aardige jongen
- Sammy: husselaar
- Lieke: allergisch voor suiker (Alleen in 'Mees Kees op kamp')

## Films en televisieserie
Sinds 2012 zijn er ook films, gebaseerd op de kinderboekenreeks, verschenen:
- Mees Kees (2012)
- Mees Kees op kamp (2013)
- Mees Kees op de planken (2014)
- Mees Kees langs de lijn (2016)
- Mees Kees in de wolken (2019)
- Mees Kees op eigen benen (2024)

In 2017 volgde een televisieserie die door AVROTROS wordt uitgezonden.

## Musical
- Mees Kees op kamp (december 2023 en 14 januari 2024)